# Unité nationale (Uruguay)
Pour les articles homonymes, voir Unité nationale.
L'Unité Nationale (Unidad Nacional, UNA) est une tendance du Parti national (ou Parti blanco), créée en 2008 par l'ex-président Luis Alberto Lacalle en vue des élections primaires de juin 2009. Il regroupe la tendance herreriste et le courant wilsoniste, ainsi que d'autres groupes plus petits, comme Concordia Nacional dirigé par Ignacio de Posadas. De nombreuses personnalités « nationalistes » l'ont rejoint tel, Carlos Rodríguez Labruna, Gonzalo Aguirre ou Ana Lía Piñeyrúa.
Lacalle fut le vainqueur des primaires de juin 2009, ce qui lui valut de mettre en ballotage José Mujica, le candidat à la présidentielle du Front large, lors d'élection présidentielle d'octobre-novembre 2009. Mujica fut élu président. L'Unité nationale est cependant devenu le secteur le plus important du Parti blanco, obtenant cinq sénateurs contre quatre pour l'Alliance nationale de Jorge Larrañaga. Il s'agit de Luis Alberto Lacalle, Francisco Gallinal, Luis Alberto Heber, Juan Chiruchi et Gustavo Penadés (sur un total de 30 sénateurs; l'Unité nationale a ainsi autant de sénateurs que le Front Líber Seregni, la tendance centriste du Front large, qui obtient au total 16 sénateurs, contre 9 blancos). 